# Michèle Carthé
 (juillet 2021).
Si vous disposez d'ouvrages ou d'articles de référence ou si vous connaissez des sites web de qualité traitant du thème abordé ici, merci de compléter l'article en donnant les références utiles à sa vérifiabilité et en les liant à la section « Notes et références ».
Pour les articles homonymes, voir Carthé.
Michèle Carthé, née le 19 mai 1951 à Etterbeek, est une femme politique belge bruxelloise francophone.
Elle est membre du Parti socialiste.
Elle est diplômée de l'enseignement supérieur dans le domaine de la documentation et de l’information.

## Carrière politique
- 1988-     : conseillère communale à Ganshoren
- 2001-2013 : bourgmestre de Ganshoren[2]
- 1995-2014 : députée bruxelloise
- 2014-     : députée bruxelloise en suppléance de Rudi Vervoort, empêché.

## Décoration
- Officier de l'ordre de Léopold (2014)[3].